# Portata
La portata, nella fluidodinamica, è una misura della quantità di un fluido che attraversa nell'unità di tempo una sezione di area {\displaystyle A}.
La nozione corrisponde a una classe di grandezze fisiche. In effetti, la quantità estensiva considerata può essere una quantità numerica, una quantità chimica, una massa, un volume. Il concetto è stato spesso utilizzato anche nella descrizione di fenomeni fisici non direttamente collegati alla fluidodinamica classica, in cui il modello fisico può essere assimilato a quello di un fluido. Esempi notevoli si riscontrano nell'ambito dell'elettromagnetismo, dove l'intensità di corrente elettrica e il flusso magnetico sono assimilati a portate, e nel caso del teorema di Liouville.

## Storia
Divenne molto importante nella storia dell'idraulica e si forma all'inizio del Seicento nella scuola di Galileo, dove maturano metodi esatti di misura delle acque. La critica ai sistemi tradizionali di misura delle acque è anticipata già da Leonardo Da Vinci, ma sarà Benedetto Castelli a sviluppare per primo misure sistematiche di portata nel suo trattato Della misura dell'acque correnti. 
In precedenza le quantità d'acqua erano misurate semplicemente con le sezioni d'efflusso dalle luci o di deflusso nei corsi d'acqua, senza considerare il volume totale che le attraversava, cosa che poteva esser fatta tenendo conto della velocità con cui il fluido attraversava la sezione. Per evidenziare il concetto di portata, Castelli introdusse in modo efficace la velocità come terza dimensione, accanto alle due della sezione trasversale. Castelli usò l'espressione “quantità dell'acqua” per indicare la portata, un'espressione che rimase a lungo e lasciò tracce nel simbolo ancor oggi universalmente usato per indicare la portata, ossia la lettera Q, che rappresenta appunto l'iniziale di “quantità”.

## Definizione
In generale, data una funzione scalare {\displaystyle q(t)}, in grado di descrivere una quantità di fluido, si può definire la portata di quest'ultimo come:
{\displaystyle {\dot {q}}={\frac {\mathrm {d} q}{\mathrm {d} t}}}
Nel caso di una funzione con anche altre variabili, ad esempio {\displaystyle q(r_{i},t)} si generalizza al caso di derivata totale, includendo un gradiente spaziale:
{\displaystyle {\dot {q}}={\frac {\partial q}{\partial t}}+\sum _{i}{\frac {\partial r_{i}}{\partial t}}{\frac {\partial q}{\partial r_{i}}}={\frac {\partial q}{\partial t}}+\mathbf {v} \cdot \nabla q}
In questo caso si è impiegata prima per semplicità la notazione tensoriale (contratta) e poi la definizione di velocità e si è indicato con nabla il gradiente spaziale.
In alternativa, essa può essere definita come il flusso della densità di corrente {\displaystyle \mathbf {j} } di {\displaystyle q(\mathbf {r} ,t)} attraverso la sezione {\displaystyle A}:
{\displaystyle {\dot {q}}=\int _{A}\mathbf {j} \cdot \mathrm {d} \mathbf {S} }

## Esempi
Più nello specifico, data una sezione  si può definire:
- portata molare, se riferita alla quantità di sostanza;
- portata massica, se riferita alla massa;
- portata ponderale, se riferita al peso;
- portata volumetrica, se riferita al volume, che si conserva per i liquidi ma non sempre per i gas in generale.

### Portata volumetrica
Per un fluido comprimibile ha spesso poca importanza parlare della portata volumetrica, perché solitamente questa grandezza non si conserva. La portata volumetrica di liquido che scorre nell'unità di tempo attraverso una sezione di area {\displaystyle A} è pari a:
{\displaystyle {\dot {V}}={\frac {\mathrm {d} V}{\mathrm {d} t}}=\int _{A}\mathbf {u} \cdot \mathrm {d} \mathbf {S} }
pertanto, la velocità di flusso del liquido {\displaystyle \mathbf {u} } può essere interpretata come la densità di flusso del volume {\displaystyle V} attraverso la sezione {\displaystyle A}.
Nella maggior parte delle applicazioni pratiche, il flusso di un fluido attraverso un condotto, se riferito ai valori medi delle proprietà nella generica sezione perpendicolare alla direzione del flusso, si può approssimare ad un flusso unidimensionale, ovverosia si trascurano le variazioni delle proprietà del fluido in ogni direzione tranne la direzione del flusso. Questa approssimazione se influisce poco sulla maggior parte delle proprietà del fluido, quali temperatura, pressione, densità, ha invece un effetto rilevante sulla velocità, il cui valore varia da zero in prossimità delle pareti ad un massimo in corrispondenza dell'asse, a causa degli effetti viscosi.
Considerando {\displaystyle \langle \mathbf {u} \rangle } la velocità di flusso media su tutta {\displaystyle A} (a cui può essere associato un vettore {\displaystyle \mathbf {A} =A{\hat {n}}}, con {\displaystyle {\hat {n}}} il versore normale alla superficie) inclinata con un certo angolo {\displaystyle \theta } rispetto al versore normale alla sezione, si ha che:
{\displaystyle {\dot {V}}=\langle \mathbf {u} \rangle \cdot \mathbf {A} =A\,(\langle \mathbf {u} \rangle \cdot {\hat {n}})=\langle u\rangle A\cos \theta }
inoltre, nel caso particolare in cui {\displaystyle \mathbf {u} } risulti ortogonale all'area, si avrà che:
{\displaystyle {\dot {V}}=\langle u\rangle \,A}
Nel Sistema Internazionale la portata volumetrica si misura in metri cubi al secondo {\displaystyle [m^{3}/s]}.

### Portata molare
La portata numerica (o molare, a seconda dell'unità di misura impiegata) di un fluido che scorre nell'unità di tempo attraverso una sezione di area {\displaystyle A} è pari a:
{\displaystyle {\dot {N}}={\frac {\mathrm {d} N}{\mathrm {d} t}}=\int _{A}\mathbf {j} \cdot \mathrm {d} \mathbf {S} }
Nel Sistema Internazionale la portata molare si misura in moli al secondo {\displaystyle [mol/s]} e quella numerica in particelle (o molecole) al secondo.
la densità di corrente numerica (o molare) locale è legata alla velocità di flusso locale dalla relazione:
{\displaystyle \mathbf {j} =n\,\mathbf {u} }
dove n è la densità numerica (o molare) locale del flusso. Si può anche qui definire una densità di corrente numerica o molare media, per cui, su una sezione normale al flusso la portata numerica o molare vale semplicemente:
{\displaystyle {\dot {N}}=\langle j\rangle A}
in effetti sostituendo la definizione di portata numerica o molare, la densità di corrente media risulta semplicemente la media integrale sulla superficie della densità di corrente locale:
{\displaystyle \langle j\rangle ={\frac {1}{A}}\int _{A}\mathbf {j} \cdot \mathrm {d} \mathbf {S} ={\frac {1}{A}}\int _{A}n\,\mathbf {u} \cdot \mathrm {d} \mathbf {S} }

### Portata massica
La portata massica di un fluido che scorre nell'unità di tempo attraverso una sezione di area {\displaystyle A} è pari a:
{\displaystyle {\dot {M}}={\frac {\mathrm {d} M}{\mathrm {d} t}}=\int _{A}\mathbf {j} _{M}\cdot \mathrm {d} \mathbf {S} }
Nel Sistema Internazionale la portata massica si misura in chilogrammi al secondo {\displaystyle [kg/s]}.
Nell'ipotesi di flusso unidimensionale, assumendo la velocità costante sull'intera sezione trasversale e pari ad un valore medio equivalente, è possibile passare dalla portata volumetrica alla portata massica attraverso la relazione:
{\displaystyle {\dot {M}}={\dot {(\rho V)}}}
Supponendo la densità di massa {\displaystyle \rho } costante su tutta la sezione si può riscrivere la relazione come:
{\displaystyle {\dot {M}}=\rho {\dot {V}}=\rho \langle u\rangle A}
Più in generale, la densità di corrente massica è legata alla velocità di flusso dalla relazione:
{\displaystyle \mathbf {j} _{M}=\rho \mathbf {u} =mn\mathbf {u} }
dove la densità di massa è stata espressa come il prodotto di n, la densità numerica (o molare) locale del flusso, e m, la massa molecolare media (o la massa molare) del flusso. Si può anche qui definire una densità di corrente massica media, per cui, su una sezione normale al flusso la portata massica vale semplicemente:
{\displaystyle {\dot {M}}=\langle j_{M}\rangle A}
in effetti sostituendo la definizione di portata massica, la densità di corrente media risulta semplicemente la media integrale sulla superficie di flusso:
{\displaystyle \langle j_{M}\rangle ={\frac {1}{A}}\int _{A}\mathbf {j_{M}} \cdot \mathrm {d} \mathbf {S} ={\frac {1}{A}}\int _{A}\rho \,\mathbf {u} \cdot \mathrm {d} \mathbf {S} }

### Portata ponderale
La portata ponderale di un fluido che scorre nell'unità di tempo attraverso una sezione di area {\displaystyle A} è pari a:
{\displaystyle {\dot {\mathbf {P} }}={\dot {m}}\mathbf {g} =\mathbf {g} {\frac {\mathrm {d} m}{\mathrm {d} t}}=\mathbf {g} \int _{A}\mathbf {J} _{m}\cdot \mathrm {d} \mathbf {S} }
dove {\displaystyle \mathbf {g} } è l'accelerazione di gravità. Nel Sistema Internazionale la portata ponderale si misura in newton al secondo {\displaystyle [N/s]}.

## Nell'idraulica
In idraulica il termine è di rilevanza per indicare la portata di liquido che attraversa nell'unità di tempo la sezione di un corso d'acqua, un canale o un condotto, e la capacità idraulica di un'opera o di un dispositivo per la captazione o l'erogazione dell'acqua.
La portata di un corso d'acqua è qualificata da aggettivi (per esempio portata "minima", "media" od "ordinaria", "massima" o "di punta"), corrispondenti a specifiche elaborazioni statistiche idrologiche. La portata solida, invece, è la massa di sedimenti che attraversano nell'unità di tempo la sezione di un corso d'acqua naturale.

## Nella cultura di massa
Franco Battiato citò la formula della portata nel suo album "Pollution" nel 1973, più precisamente nell'ultima canzone.